# Jens Hellström
Jens Hellström (ur. 9 sierpnia 1977 roku w Järfälla) – szwedzki kierowca wyścigowy.

## Kariera
Hellström rozpoczął karierę w wyścigach samochodowych w 1997 roku od startów w Volvo S40 Junior Touring Car Cup. Z dorobkiem 25 punktów uplasował się tam na dziesiątej pozycji w klasyfikacji generalnej. W późniejszych latach Szwed pojawiał się także w stawce Volvo S60 Challenge Sweden, Swedish Touring Car Championship, World Touring Car Championship oraz Scandinavian Touring Car Championship
W World Touring Car Championship Szwed wystartował podczas włoskiej rundy sezonu 2006 ze szwedzką ekipą Honda Dealer Team Sweden. W pierwszym wyścigu uplasował się na 26 pozycji, a w drugim był 21.